# Década (1990)
Década es el segundo álbum recopilatorio de la banda argentina de hard rock Riff, publicado por Interdisc en 1990.
Lista de canciones
| N.º   | Título                        | Escritor(es)                   | Duración |  |
| 1.    | «Susy Cadillac»               | Pappo, Michel Peyronel         | 4:00     |  |
| 2.    | «Pantalla del mundo nuevo»    | Michel Peyronel                | 4:14     |  |
| 3.    | «Mal romance»                 | Vitico, Michel Peyronel        | 2:54     |  |
| 4.    | «Hoy no hago nada»            | Vitico, Pappo, Michel Peyronel | 3:39     |  |
| 5.    | «Lo que quieras hacer»        | Vitico                         | 3:12     |  |
| 6.    | «Macadam 3... 2... 1... 0...» | Pappo, Michel Peyronel         | 4:45     |  |
| 7.    | «No pasa nada en esta ciudad» | Vitico                         | 4.36     |  |
| 8.    | «Profanador de tumbas»        | Pappo, Darío Gustavo Rossi     | 5:35     |  |
| 9.    | «La dama del lago»            | Pappo                          | 4.33     |  |
| 37:33 |                               |                                |          |  |

## Personal
- Pappo - Voz y Guitarra líder
- Boff Serafine - Guitarra rítmica
- Vitico - Bajo y Voz
- Michel Peyronel - Batería y Voz